# BLOOD ALONE
《BLOOD ALONE》是一部日本漫畫家高野真之的漫畫作品。日本版原為同人誌作品，後於《月刊Comic電擊大王》（ASCII Media Works）自2004年4月號至2010年4月號連載，台灣角川代理其臺灣中文版。其後於《Evening》（講談社）2010年24号重開連載。2014年5月上，編輯部刊登了「由於諸多原因，《BLOOD ALONE》於前期連載結束」的通知，意即於4號連載結束。
漫畫ASCII Media Works共出版6冊，講談社版本則共發行十集。
11集開始不再於商業雜誌上連載，而是改以同人誌方式繼續出版。

## 概要
- 這個作品原本是以同人誌的方式發表，後來才移到商業誌『月刊Comic電擊大王』中連載。在2010年5月號中，宣布因作者身體狀況不佳而休載，但在2010年6月號，卻直接宣布連載終止。在作者於部落格中表示，不管作品是任何形式，都會好好的把她畫完。後來，《BLOOD ALONE》繼續於講談社的青年漫畫周刊2010年24號連載。

- 於2013年4月至今，單行本電擊漫畫版（MediaWorks）共出版六集，而講談社イブニング(Evening)KC版則出版至第九集(包含前面六集)。除此之外，還有出廣播劇CD。

- 本作品是以黑色為主色調，希望給讀者一種靜謐的氣氛，漫畫外圍的底色會隨著白日黑夜有所不同在黑夜是黑色，白日則是白色。（同時也因為吸血鬼的生活都是在黑夜。）

### 故事簡介
故事內容主要是描述擁有真實之眼的人類作家兼偵探黑江以及可愛的吸血鬼少女美咲平靜的日常生活，以及他們和吸血鬼們牽涉的種種事件。

## 用語
- 吸血鬼：

如同一般的吸血鬼設定一樣，本是人類，吸取血親的血而後成為吸血鬼。能力比人類強，日光為吸血鬼的天敵，因此不能在陽光下活動。而吸血鬼們也有屬於自己的血族，不同血族各有自己的領域和力量與權力的高低。其中古之世代為最強的一族，因此多數吸血鬼跟隨服從。吸血鬼在吸血時，必須遵守嚴格的禮儀作法，不服從遵守者會遭嚴重處罰。
- 血脈（ストラルーダ）：

傳達給吸血鬼的血的意志、能力，以不同人格、本能的衝動在吸血鬼身上出現。當吸血鬼受到瀕死重傷時，吸收人類的血的話，血脈的意識將會增強，而成為吸血鬼之前的人格、記憶將會逐漸薄弱。重覆之下，會變得只剩下吸血鬼的本能。
- 血族（ルーベデニエ）：

屬於同樣血脈的吸血鬼們為一族。規模數名到數十名。
- 古之世代（アルハイク）：

接近初代血族的吸血鬼的總稱。現存數目很少，如一族族長一般很少機會出現。擁有特殊的能力（アルタ），並有壓倒性的力量。
- 能力（アルタ）：

古之世代所特有的能力，可分為「真實之眼（アデヴァラート・クライ）」、「鋼的身體」等。
- 新生（ノウルサリート）：

被吸血鬼吸血的人，將會因為那位吸血鬼（血親）給予的血而成為吸血鬼。
- 奴隸（レンフィールド）：

人類喝了吸血鬼的血，就會成為那位吸血鬼的奴隸（レンフィールド），授予血的吸血鬼則稱為血主（シンアコルダ）。奴隸是半不死身，具有吸血鬼的特徵與能力，代價是被血主操縱記憶與感情，也無法違背血主的命令。
- 媚惑（ファルメク）：

吸血鬼若與人類互相凝視，就可以短時間控制對方的意志。
- 狩獵者（ヴァナトーレ）：

專門消滅對人類有害的吸血鬼，多為人類。主角黑江就曾為一員。

## 登場人物
聲優為廣播劇CD版。
湊美咲（聲優：中原麻衣）
屬於「真實之眼」血脈的吸血鬼少女。成為吸血鬼的時間還很短。頭髮很長及腰部，外表12歲左右。與黑江一起生活著，熱愛著黑江，不過黑江就只是以和善的父親對待愛女的方式對待她。擅長彈鋼琴。血脈能力為打破吸血鬼心靈枷鎖的能力，能夠使心靈被血主控制的奴隸受到解放。
黒瀨黑江（聲優：森川智之）
具有偵探和不太暢銷的小說家兩種身份的青年。自從被殺害姐姐的吸血鬼弄傷眼球以後，也得到和美咲血脈一樣的「真實之眼」，能夠無視吸血鬼的媚惑，也能看穿由死物所偽裝成的生者。有著可以空手和吸血鬼交手的格鬥力，不斷的追趕著姐姐的仇人。對異性關係相當遲鈍。
在庫洛耶給予他使用魔法的力量後，變得擁有操縱時間的力量（Time Lord），以及把任何東西變成武士刀的魔法。
賽諾梅 沙夜香（聲優：田中理恵）
科學警察研究所的主任研究員。能透過接觸死者的屍體，來觀看死者的記憶。與黑江從學生時代開始就認識了，是黑江的學姊。

### 狩獵者
湊玲治
美咲的父親，世界知名的音樂家。引導黑江成為狩獵者的人，最後被「真紅之劍」的首領所殺。
潔西
黑江的前輩，住在倫敦。

### 吸血鬼
日暮（聲優：小林沙苗）
古老世代的吸血鬼。外表是金髮少年，實際年齡不明。本居住在歐洲，後來移居日本。
史萊（聲優：三木眞一郎）
情報屋的吸血鬼，對服裝的品味很獨特。養著一隻名為拉利的黑貓。
瑪莉亞（聲優：澤城美雪）
原為「真紅之劍」所支配的少女，被美咲所救，並在黑江請求日暮的幫助下成為日暮的奴隸，但日暮將她當成家族而未支配其心靈。和美咲因為年紀相近而成為好友。

### 真紅之劍
卡雷德布魯夫
原幹部。古老世代的吸血鬼，有把手變成劍的能力。因為侍奉的王「真實之眼」消失的緣故而退出組織。希望與曾砍傷他的玲治再度交手而襲擊美咲，但被黑江給阻止、打倒而滅亡。

### 魔法使
魔法使庫洛耶
黑江的老師，身份年齡皆不詳，馳名她所屬的世界，令吸血鬼聞之喪膽的女性魔法使，在倫敦偶遇名字發音相同的黑江(KUROE)，因為極小的偶然，給予他魔法。庫洛耶的名字是在萬古之中最偉大萬能的魔法使之名。

## 漫畫

### 日文版
- 2010年，BLOOD ALONE的出版社MediaWorks，因《月刊Comic電擊大王》停載，只出版到第六集。

後續是由日本講談社連載，重新出版的第一至第六集內追加了同人志版的《EARLY NIGHTS》；而第七集是MediaWorks版第六集的後續。
| 日文版         | MediaWorks    | MediaWorks             | 講談社         | 講談社                                                            |
| 日文版         | 出版日期      | ISBN                   | 出版日期       | ISBN                                                              |
| -------------- | ------------- | ---------------------- | -------------- | ----------------------------------------------------------------- |
| BLOOD ALONE 1  | 2005年2月26日 | ISBN 4-8402-2921-X     | 2010年11月22日 | ISBN 978-4-06-352334-8                                            |
| BLOOD ALONE 2  | 2005年7月27日 | ISBN 4-8402-3100-1     | 2010年11月22日 | ISBN 978-4-06-352335-5                                            |
| BLOOD ALONE 3  | 2006年6月27日 | ISBN 4-8402-3499-X     | 2010年12月22日 | ISBN 978-4-06-352340-9                                            |
| BLOOD ALONE 4  | 2007年6月27日 | ISBN 978-4-8402-3925-7 | 2010年12月22日 | ISBN 978-4-06-352341-6                                            |
| BLOOD ALONE 5  | 2008年4月26日 | ISBN 978-4-04-867106-4 | 2011年1月21日  | ISBN 978-4-06-352344-7                                            |
| BLOOD ALONE 6  | 2010年1月27日 | ISBN 978-4-04-868364-7 | 2011年1月21日  | ISBN 978-4-06-352345-4                                            |
| BLOOD ALONE 7  |               |                        | 2011年2月23日  | ISBN 978-4-06-352352-2                                            |
| BLOOD ALONE 8  |               |                        | 2012年6月22日  | ISBN 978-4-06-352422-2（普通版） ISBN 978-4-06-358392-2（特裝版） |
| BLOOD ALONE 9  |               |                        | 2013年4月23日  | ISBN 978-4-06-352460-4                                            |
| BLOOD ALONE 10 |               |                        | 2013年11月22日 | ISBN 978-4-06-352490-1                                            |

### 中文版
- 由台灣角川出版至第六集。第七集開始由尖端出版。

| 中文版        | 台灣角川 尖端  | 台灣角川 尖端          |
| 中文版        | 出版日期       | ISBN                   |
| ------------- | -------------- | ---------------------- |
| BLOOD ALONE 1 | 2005年6月27日  | ISBN 978-9-8672-9987-1 |
| BLOOD ALONE 2 | 2005年10月22日 | ISBN 978-9-8671-8959-2 |
| BLOOD ALONE 3 | 2006年10月24日 | ISBN 978-9-8617-4167-3 |
| BLOOD ALONE 4 | 2007年11月14日 | ISBN 978-9-8617-4530-5 |
| BLOOD ALONE 5 | 2008年10月17日 | ISBN 978-9-8617-4843-6 |
| BLOOD ALONE 6 | 2010年6月30日  | ISBN 978-9-8623-7692-8 |
| BLOOD ALONE 7 | 2013年10月16日 | ISBN 471-7-7022-5598-5 |

## 外部連結
- 高野真之的個人網頁